# 막스 폰 쉬도브
칼 아돌프 "막스" 폰 쉬도브(스웨덴어: Carl Adolf "Max" von Sydow, 1929년 4월 10일 ~ 2020년 3월 8일)는 스웨덴 출신의 프랑스 배우이다.

## 출연 작품

### 영화
- 《산딸기》 (1957)
- 《한나와 그 자매들》 (1986)
- 엑소시스트 2000
- 마이너리티 리포트
- 저지 드레드
- 니벨룽겐의 반지
- 셔터 아일랜드 (2010) - 제레미야 네이링 역
- 로빈 후드 (2010) - 월터 록슬리 경 역
- 무민, 혜성을 쫓아라 (2010) - 내레이터 역 (목소리)
- 마지막 트롤 (2010) - 마지막 노르웨이 트롤 역 (목소리)
- 엄청나게 시끄럽고 믿을 수 없게 가까운 (2011) - 임차인 역
- 브랜디드 (2012) - 마케팅 구루 역
- 마더 테레사의 편지 (2014) - 셀레트 반 엑셈 역
- 드래곤 3D (2014) - 제레미야 네이링 역
- 스타워즈 에피소드 7: 깨어난 포스 (2015)
- 더 퍼스트, 더 라스트 (2016) - 제레미야 네이링 역
- 쿠르스크 (2018) - 블라디미르 페트렌코 역

### 드라마
- 왕좌의 게임 6 (2016)

## 같이 보기
- 아카데미상 최고 기록 목록